# Citrus macrophylla
Citrus macrophylla es una especie utilizada intensivamente en agricultura como portainjerto de diversas especies de cítricos como limonero, naranjo, mandarino etc.
Como principales características que han favorecido su utilización es el gran vigor que da a los árboles así como su resistencia a terrenos calizos y aguas de no muy buena calidad.